# Wajid
Wajid este un oraș din Somalia.